# جنون أخلاقي

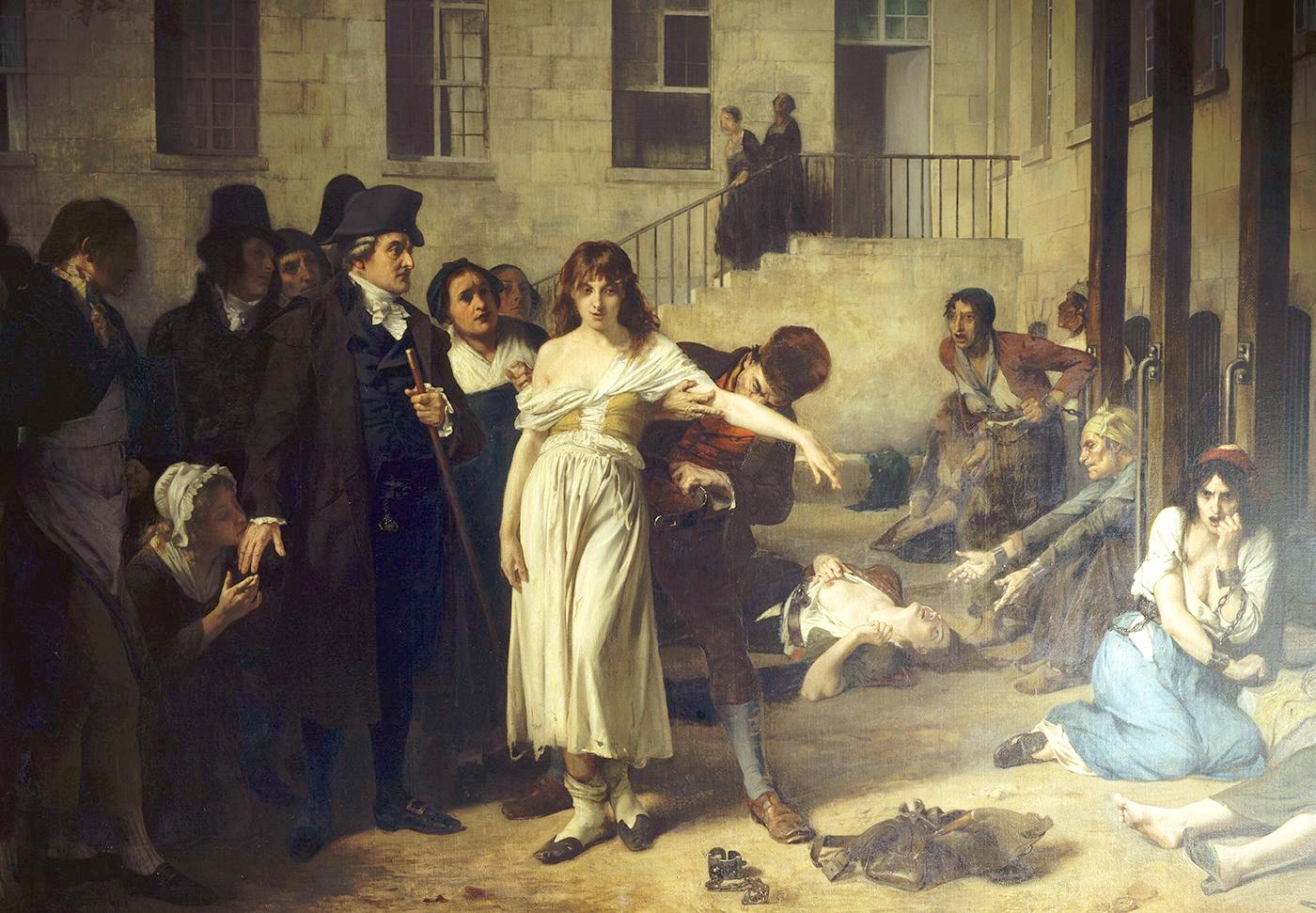

يشير مصطلح الجنون الأخلاقي إلى نوع من أنواع الاضطراب العقلي والذي يتضمن عواطف وسلوكيات شاذة مع عدم وجود قصور فكري أو أوهام أو هلوسات. تم قبول هذا التشخيص في أوروبا وأمريكا خلال النصف الثاني من القرن التاسع عشر.
وكان الطبيب جيمس كولز بريتشارد أول من استخدم هذه العبارة لوصف اضطراب عقلي في دراسته عن الجنون وغيره من الاضطرابات التي تؤثر على العقل في عام 1835. وعرّف الجنون الأخلاقي بأنه: «عبارة عن انحراف مرضي للمشاعر الطبيعية والعواطف والميول والمزاج والعادات والتصرفات الأخلاقية والدوافع الطبيعية دون أي قصور أو اضطراب ملحوظ في الانتباه أو الإدراك والتفكير، بالإضافة إلى عدم وجود أي أوهام أو هلوسات مجنونة.»
ويعود الفضل في اكتشاف مفهوم الجنون الأخلاقي إلى عمل الطبيب فيليب بينيل والذي أقرّ به الطبيب بريتشارد. وصف بينيل الأمراض العقلية ذات تأثير الجنون الجزئي فقط. وذلك يعني أن المريض يعد مصاباً بالجنون بشكل جزئي فقط وبالتالي فإن شخصية الفرد قد تكون غير سليمة ولكن قواه الفكرية مازالت سليمة. ويشير مفهوم بينيل "manie sans delire" إلى الجنون دون الوهم.
يعود أصل المصطلح "moral" والذي يعني (أخلاقيّ) إلى اللغة الفرنسية، وفي ذلك الوقت لم يكن يستخدم للإشارة إلى الأخلاق فقط بل قد يقصد به العاطفة أيضاً.

## الدليل التشخيصي
استخدم كل من بينجامين راش والطبيب توماس أرنولد مصطلح «الجنون الأخلاقي» سابقاً، للإشارة إلى ما اعتبروه نتيجة للجنون (اضطراب أو انحراف العواطف أو الحس الأخلاقي). ولهذا الاستخدام علاقة بسيطة بتعريف بريتشارد التشخيصي للمصطلح كشكل من أشكال الجنون ذاته.
عرف بريتشارد الجنون بأنه «مرض مزمن يتجلى من خلال الانحرافات لعقل في حالة صحية وطبيعية.» ومن ثم اقترح له أربع فئات رئيسية. أولها الجنون الأخلاقي للاضطرابات الناشئة من عواطف وعادات الشخص فقط، لا عقله. أما الأنواع الثلاثة الأخرى فتتضمن درجات متزايدة من الشذوذ الفكري: أولاً، اختلال جزئي مقصور على تسلسل أفكار معين. ثانياً، الهوس الكامل. وأخيراً عدم وجود أي صلة بين الأفكار ويشار إلى هذا النوع بعدم الترابط أو تدهور الوظائف العقلية.
أخذ بريتشارد بعين الاعتبار أن بعض الاختصاصيين السابقين بعلم تصنيف الأمراض (سوفاجز، وساقار، ولينوس) قد ميزوا بين الحالات الطبية التي تتضمن هلوسات وغيرها من الحالات التي تتضمن شهوة أو شعور منحرف. ولكنه نسب الفضل لبينيل كأول طبيب نفسي يميز الجنون دون الهذيان بوضوح، وذلك على عكس مُسلّمة لوكز المقبولة على نطاق واسع والتي تقول أن الجنون دائماً ما ينبع من تصورات أو اتصالات فكرية خاطئة. على أية حال، ركز مفهوم بينيل على جنون العواطف، لاسيما تلك التي تتضمن الغضب والعنف. أما بالنسبة لبريتشارد، فالأعراض النموذجية كانت شكلاً من أشكال الانحراف الشديد، وأشار إلى النوع الذي ركز عليه بينيل بجنون الغرائز.
كان بريتشارد مؤيداً لما كان يعرف بكلية علم النفس والتي حاولت تقسيم العقل إلى وظائف أو قدرات مختلفة -ليس علم الفراسة- وحاولت تحديد مكان لكلٍ من هذه الوظائف تحت أجزاء معينة من الجمجمة. وكان متأثراً أيضاً بمدرسة فكرية منسوبة إلى الطبيب «ناس» والذي يفترض أن الاضطرابات تحدث في المشاعر والمزاج بدلاً من العقل. اعتقد بريتشارد أيضاً أنه من الأسهل جمع الاضطرابات المختلفة في البرنامج الفئوي المعقد الذي وضعه هاينروث تحت عنوان «الجنون الأخلاقي». واقترح تسميته أيضاً بالاضطراب العاطفي أو اعتلال الحس الأخلاقي، قياسا على الهوس الآحادي.
ُEman Alshowyair
-
Princes Nora University
-
7E13